# Municipio de Jackson (condado de Highland)
El municipio de Jackson (en inglés: Jackson Township) es un municipio ubicado en el condado de Highland en el estado estadounidense de Ohio. En el año 2010 tenía una población de 1094 habitantes y una densidad poblacional de 16,36 personas por km².

## Geografía
El municipio de Jackson se encuentra ubicado en las coordenadas 39°3′49″N 83°31′56″O / 39.06361, -83.53222. Según la Oficina del Censo de los Estados Unidos, el municipio tiene una superficie total de 66.89 km², de la cual 66,89 km² corresponden a tierra firme y (0 %) 0 km² es agua.

## Demografía
Según el censo de 2010, había 1094 personas residiendo en el municipio de Jackson. La densidad de población era de 16,36 hab./km². De los 1094 habitantes, el municipio de Jackson estaba compuesto por el 97,53 % blancos, el 0,55 % eran afroamericanos, el 0,18 % eran amerindios, el 0,37 % eran asiáticos y el 1,37 % eran de una mezcla de razas. Del total de la población el 0,64 % eran hispanos o latinos de cualquier raza.